# Stella Maria Adorf
Pour les articles homonymes, voir Adorf.
Stella Maria Adorf (Mendrisio, 29 aout 1963) est une actrice suisse.

## Biographie
Elle est la fille de Mario Adorf et Lis Verhoeven.

## Filmographie
- 1990 : Das schreckliche Mädchen
- 2019 : Brecht, téléfilm biographique en deux parties de Heinrich Breloer : Sophie Brecht